# Elegia (film 1979)
Elegia – polski film wojenny z 1979 roku w reżyserii Pawła Komorowskiego.
Sfabularyzowana historia zbrodni wojennej dokonanej przez łotewskich esesmanów z 15 Dywizji Waffen-SS na polskich jeńcach.

## Fabuła
II wojna światowa powoli dobiega końca. Ukryty w lasach oddział piechoty traci dowódcę. Wysłany następnie na linię walk, nieświadomie kieruje się na pole minowe. Żołnierze zostają zaskoczeni przez Łotyszy i Niemców. Po ataku do ostatniego naboju wykrwawiony oddział zostaje schwytany. Ci, którzy nie zostali ranni, trafiają do wsi Flederborn i zostają zamknięci w szopie. Kiedy dowiadują się, że następnego dnia mają zostać rozstrzelani, decydują się na ucieczkę...

## Obsada
- Magda Teresa Wójcik – sanitariuszka Grzelakowa
- Jan Bógdoł – żołnierz
- Bernard Krawczyk – żołnierz Jan Królik
- Bogdan Lęcznar – żołnierz
- Tomasz Lulek – chorąży
- Jan Młodawski – żołnierz
- Jerzy Nowak – stary Niemiec
- Piotr Probosz – żołnierz Dąbrowski
- Ryszard Radwański – żołnierz
- Maria Gierszanin – Niemka
- Andrzej Chudy – żołnierz
- Ryszard Furgała – żołnierz
- Stanisław Drozdowski – żołnierz
- Andrzej Kiesz – żołnierz
- Tadeusz Madeja – żołnierz